# Líšná (Přerovi járás)
Líšná település Csehországban, Přerovi járásban. Líšná Kostelec u Holešova, Prusinovice, Turovice, Čechy, Beňov és Domaželice településekkel határos. Lakosainak száma 252 fő (2024. január 1.).

## Népesség
A település lakosságának változását az alábbi diagram mutatja:
| Lakosok száma | 347  | 341  | 428  | 395  | 281  | 219  | 246  | 257  | 256  | 252  |
|               | 1869 | 1890 | 1921 | 1950 | 1980 | 2001 | 2017 | 2019 | 2022 | 2024 |